# Conde de Redondo
Conde de Redondo foi um título criado pelo rei D. Manuel I, por carta datada de 2 de Junho de 1500, a favor de D. Vasco Coutinho.[carece de fontes?] No entanto, de acordo com a compilação Resenha das famílias titulares do reino, de 1838, este título foi criado por D. João II de Portugal, em 16 de Março de 1486.

## Titulares
| Conde                                           | Retrato | Nascimento                                              | Casamentos                 | Morte                    |
| ----------------------------------------------- | ------- | ------------------------------------------------------- | -------------------------- | ------------------------ |
| Vasco Coutinho 2 de junho de 1500–abril de 1522 |         | c. 1450 filho de Fernando Coutinho e de Joana de Castro | Catarina da Silva 5 filhos | abril de 1522 P idade ?? |
| João Coutinho abril de 1522–abril de 1549       |         | c. 1480 filho de Vasco Coutinho e de Catarina da Silva  | Isabel Henriques 3 filhos  | abril de 1549 e idade 69 |
| Francisco Coutinho –                            |         |                                                         |                            |                          |
| ' –                                             |         |                                                         |                            |                          |
| ' –                                             |         |                                                         |                            |                          |
| ' –                                             |         |                                                         |                            |                          |
| ' –                                             |         |                                                         |                            |                          |
| ' –                                             |         |                                                         |                            |                          |
| ' –                                             |         |                                                         |                            |                          |
| ' –                                             |         |                                                         |                            |                          |
| ' –                                             |         |                                                         |                            |                          |
| ' –                                             |         |                                                         |                            |                          |
| ' –                                             |         |                                                         |                            |                          |

1. D. Vasco Coutinho, 1.º conde de Redondo, nascido: 1450
2. D. João Coutinho, 2.º conde de Redondo, n.: 1480
3. D. Francisco Coutinho, 3.º conde de Redondo, n.:? f.:1517
4. D. Luís Coutinho, 4.º conde de Redondo n.: 1540
5. D. João Coutinho, 5.º conde de Redondo n.: 1540
6. D. Francisco Coutinho, 6.º conde de Redondo n.: 1588
7. D. Duarte de Castelo Branco, 7.º conde de Redondo n.: 1610
8. D. Francisco de Castelo Branco, 8.º conde de Redondo n.: 1620
9. D. Manuel Coutinho, 9.º conde de Redondo n.: 1661
10. D. Fernão de Sousa de Castelo Branco Coutinho e Meneses, 10.º conde de Redondo n.: 1640
11. D. Tomé de Sousa Coutinho Castelo Branco e Meneses, 11.º conde de Redondo n.: 1677
12. D. Fernando de Sousa Coutinho, 12.º conde de Redondo n.: 1716
13. D. Tomé Xavier de Sousa Coutinho de Castelo Branco e Meneses, 1.º marquês de Borba n.: 1753
14. D. Fernando Maria de Sousa Coutinho, 2.º marquês de Borba n.: 1776
15. D. José Luís Gonzaga de Sousa Coutinho Castelo Branco e Meneses, 15.º conde de Redondo n.: 1797
16. D. Fernando Luís de Sousa Coutinho Castelo Branco e Meneses, 3.º marquês de Borba n.: 1835
17. D. Fernando José Luís Burnay de Sousa Coutinho (1883–1945);

Após a implementação da República e o fim do sistema nobiliárquico, ficaram pretendentes ao título:
18. D. António Luís Carvalho de Sousa Coutinho (1925-2007); 7.º Marquês de Valença, 4.º Marquês de Borba, 15.º Conde de Vimioso, 8.º Conde de Soure;
19. D. Fernando Patrício de Portugal de Sousa Coutinho (1956), 8.º Marquês de Valença, 6.º Marquês de Borba, 16.º Conde de Vimioso, 9.º Conde de Soure, 3.º Marquês de Aguiar, 3.º Conde de Basto, 2.º Conde do Barreiro, 3.º Conde de Aguiar, 4.º Marquês de Castelo Rodrigo

## Palácio
A família detinha o Palácio dos Condes de Redondo, em Lisboa.